# Mountain of Fire and Miracles Football Club
Maillots
Actualités
Le Mountain of Fire and Miracles Football Club ou MFM FC est un club de football nigérian basé à Lagos.

## Histoire
Le club fondé en 2007 est la propriété de The Mountain of Fire and Miracles Ministries une organisation pentecôtiste.
En 2013, le club prend la place de Bolowatan FC en deuxième division nigériane. En 2015 le club accède à la Nigeria Premier League. MFM FC termine sa première saison dans l'élite à la 16e place à égalité de points avec le dernier relégable, le club est sauvé grâce à une meilleure différence de buts. 
La saison suivante, en 2017, le club termine vice-champion du Nigeria et se qualifie pour la Ligue des champions de la CAF 2018 où il sera éliminé au deuxième tour par MC Alger, reversé en Coupe de la confédération 2018 il échouera contre les Maliens de Djoliba Athletic Club.

## Palmarès
- Nigeria Premier League :
  - Vice-champion : 2017